# Hirado (hrad)
Hrad Hirado (japonsky 平戸城, Hirado-džó) leží ve městě Hirado v prefektuře Nagasaki v Japonsku. Až do konce období Edo v něm sídlili pánové bývalého knížectví Hirado (han).
Hlavní hradní věž byla zrekonstruována v roce 1962, ale všechny kamenné zdi jsou původní.

## Galerie

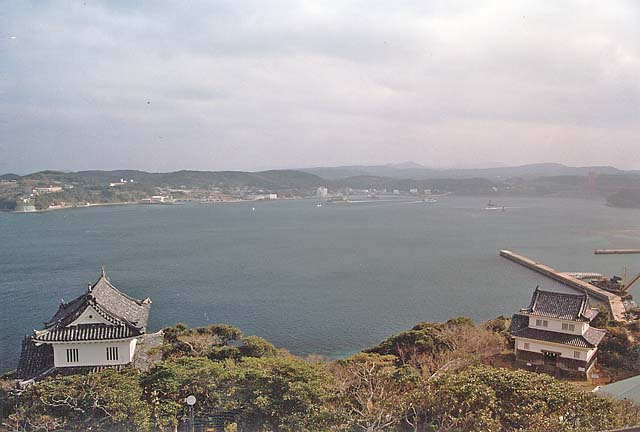
Hrad Hirado stojí na ostrově nedaleko Kjúšú.
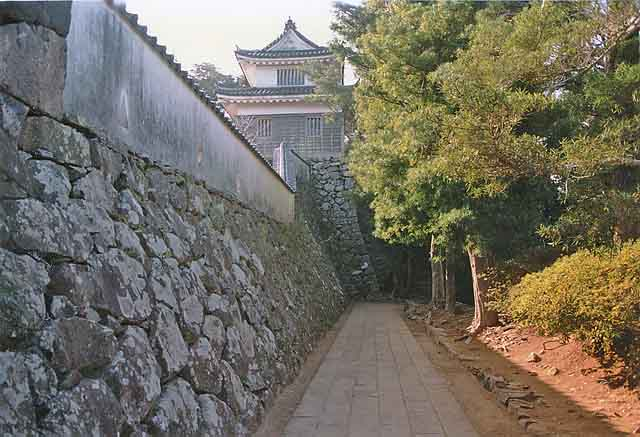
Hradní věž
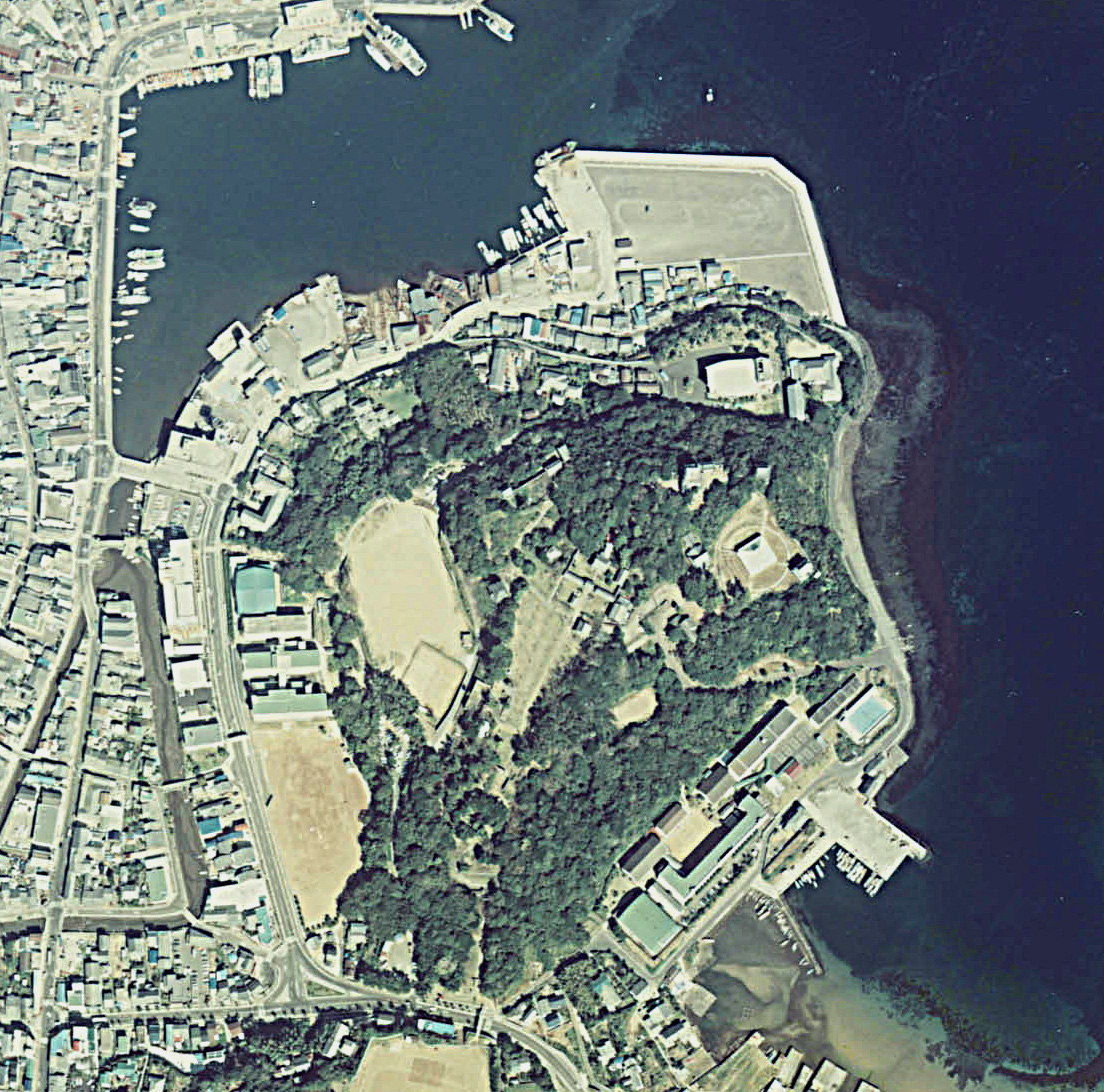
Letecký snímek hradu Hirado